# Municipio de Sandy Creek (condado de Warren)
El municipio de Sandy Creek (en inglés: Sandy Creek Township) es un municipio ubicado en el  condado de Warren en el estado estadounidense de Carolina del Norte. En el año 2010 tenía una población de 1.866 habitantes.

## Geografía
El municipio de Sandy Creek se encuentra ubicado en las coordenadas 36°19′52.53″N 78°15′15.98″O / 36.3312583, -78.2544389.